# Unterseeboot 67 (1941)
Pour les articles homonymes, voir Unterseeboot 67.
Le Unterseeboot 67 (ou U-67) est un sous-marin (U-Boot) allemand construit pour la Kriegsmarine pendant la Seconde Guerre mondiale.

## Historique
Mis en service le 10 octobre 1940, l'U-67 réalise sa première patrouille, quittant le port de Bergen le 19 août 1941 sous les ordres de l'Oberleutnant zur See Günther Müller-Stöckheim et rejoint la base sous-marine de Lorient le 29 août 1941, après 11 jours de mer.
L'Unterseeboot 67 a effectué 7 patrouilles dans lesquelles il a coulé 13 navires marchands pour un total de 72 138 tonneaux (ainsi que 5 navires endommagés pour un total de 29 726 tonneaux) pour un total de 423 jours en mer.
Il quitte Lorient pour sa septième patrouille le 10 mai 1943 sous les ordres du Korvettenkapitän Günther Müller-Stöckheim. Après 68 jours en mer, l'U-67 est coulé le 16 juillet 1943, dans l'Océan Atlantique, dans la Mer des Sargasses à la position géographique de 30° 05′ N, 44° 17′ O par des charges de profondeur jetées d'avions Avenger du porte-avions d'escorte USS Core.

L'attaque a fait 48 morts et seulement 3 rescapés.

## Affectations successives
- 2. Unterseebootsflottille du 22 janvier au 31 août 1941 (entrainement)
- 2. Unterseebootsflottille du 1er septembre 1941 au 16 juillet 1943 (service actif)

## Commandement
- Kapitänleutnant Heinrich Bleichrodt du 22 janvier 1941 au 4 juin 1941
- Oberleutnant Günther Pfeffer  du 5 juin 1941 au 2 juillet 1941
- Korvettenkapitän Günther Müller-Stöckheim  du 3 juillet 1941 au 16 juillet 1943

## Patrouilles
|       | Commandant                      | Départ            | Départ  | Arrivée          | Arrivée | Jours     | Succès    |
| ----- | ------------------------------- | ----------------- | ------- | ---------------- | ------- | --------- | --------- |
|       | Oblt. Günther Müller-Stöckheim  | 19 août 1941      | Bergen  | 29 août 1941     | Lorient | 11 jours  |           |
| 1     | Kptlt. Günther Müller-Stöckheim | 14 septembre 1941 | Lorient | 16 octobre 1941  | Lorient | 33 jours  | 3 753     |
| 2     | Kptlt. Günther Müller-Stöckheim | 26 novembre 1941  | Lorient | 26 décembre 1941 | Lorient | 31 jours  |           |
| 3     | Kptlt. Günther Müller-Stöckheim | 19 janvier 1942   | Lorient | 30 mars 1942     | Lorient | 71 jours  | 21 080    |
| 4     | Kptlt. Günther Müller-Stöckheim | 20 mai 1942       | Lorient | 8 août 1942      | Lorient | 81 jours  | 44 846    |
| 5     | Kptlt. Günther Müller-Stöckheim | 16 septembre 1942 | Lorient | 21 décembre 1942 | Lorient | 97 jours  | 32 185    |
| 6     | Kptlt. Günther Müller-Stöckheim | 3 mars 1943       | Lorient | 13 avril 1943    | Lorient | 42 jours  |           |
| 7     | Kptlt. Günther Müller-Stöckheim | 10 mai 1943       | Lorient | 16 juillet 1943  | Coulé   | 68 jours  |           |
| Total | Total                           | Total             | Total   | Total            | Total   | 423 jours | 101 864 t |

Note : Oblt. = Oberleutnant zur See - Kptlt = Kapitänleutnant

### Opérations Wolfpack
L'U-67 a opéré avec les Wolfpacks (meute de loups) durant sa carrière opérationnelle:
1. Seeräuber (14 décembre 1941 - 23 décembre 1941)
2. Wohlgemut (12 mars 1943 - 22 mars 1943)
3. Seeräuber (25 mars 1943 - 30 mars 1943)

## Navires coulés
L'Unterseeboot 67 a coulé 13 navires marchands pour un total de 72 138 tonneaux (ainsi que 5 navires endommagés pour un total de 29 726 tonneaux) sur un total de 7 patrouilles (423 jours en mer) qu'il effectua.
| Date              | Nom               | Nationalité | Tonnage (GRT) | Fait      |
| ----------------- | ----------------- | ----------- | ------------- | --------- |
| 24 septembre 1941 | St Clair          | Royaume-Uni | 3 753         | Coulé     |
| 16 février 1942   | Rafaela           | Pays-Bas    | 3 177         | Endommagé |
| 21 février 1942   | Kongsgaard        | Norvège     | 9 647         | Coulé     |
| 14 mars 1942      | Penelope          | Panama      | 8 436         | Coulé     |
| 16 juin 1942      | Managua           | Pays-Bas    | 2 220         | Coulé     |
| 20 juin 1942      | Nortind           | Norvège     | 9 647         | Endommagé |
| 23 juin 1942      | Raleigh Warner    | USA         | 3 664         | Coulé     |
| 29 juin 1942      | Empire Mica       | Royaume-Uni | 8 032         | Coulé     |
| 6 juillet 1942    | Bayard            | Norvège     | 2 160         | Coulé     |
| 7 juillet 1942    | Paul H. Harwood   | USA         | 6 610         | Endommagé |
| 10 juillet 1942   | Benjamin Brewster | USA         | 5 950         | Coulé     |
| 13 juillet 1942   | R.W. Gallagher    | USA         | 7 989         | Coulé     |
| 25 octobre 1942   | Primero           | Norvège     | 4 414         | Coulé     |
| 8 novembre 1942   | Capo Olmo         | Royaume-Uni | 4 712         | Endommagé |
| 9 novembre 1942   | Nidarland         | Norvège     | 6 132         | Coulé     |
| 15 novembre 1942  | King Arthur       | Royaume-Uni | 5 224         | Coulé     |
| 18 novembre 1942  | Tortugas          | Norvège     | 4 697         | Coulé     |
| 28 novembre 1942  | Empire Glade      | Royaume-Uni | 7 006         | Endommagé |

### Référence
1. ↑  http://uboat.net/boats/successes/u67/html

### Source
- (en) Cet article est partiellement ou en totalité issu de l’article de Wikipédia en anglais intitulé « German submarine U-67 (1940) » (voir la liste des auteurs).